# Gender-Gap

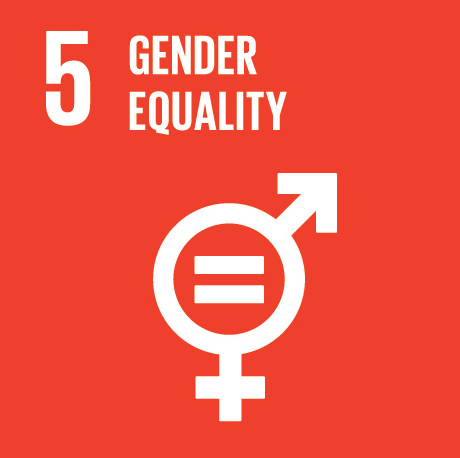
„Gleichstellung der Geschlechter“ ist das 5. der 17 UN-Ziele für nachhaltige Entwicklung (SDGs) – UNDP berechnet dazu jährlich den Index der geschlechtsspezifischen Entwicklung (GDI) sowie den Index der geschlechtsspezifischen Ungleichheit (GII) für alle UN-Mitgliedsstaaten, zu denen aussagekräftige Daten vorliegen (2019: 166 bzw. 162)

Gender-Gap (laut Duden auch Gendergap; Anglizismus aus gender „[soziales] Geschlecht“, und gap „Lücke, Abstand, Kluft“), Genderlücke oder Geschlechterkluft bezeichnet in Soziologie und Gesellschaftspolitik die Unterschiede in der Gleichstellung von Frauen und Männern. In der Volkswirtschaft wird die Einkommenslücke zwischen den Geschlechtern als Gender-Pay-Gap bezeichnet, in der Altersvorsorge die Rentenlücke als Gender-Pension-Gap und in der geschlechtlichen Datenerhebung die Datenlücke als Gender-Data-Gap.
Das Weltwirtschaftsforum berechnet zu den Lücken in der Gleichstellung jährlich den Global Gender Gap Index (GGGI) in rund 150 Ländern der Welt: Der Index berechnet sich aus 14 sozialen Indikatoren zu den vier Bereichen Wirtschaft, Bildung, Gesundheit und politische Teilhabe (empowerment). Laut dem Report 2020 (erschienen Dezember 2019) steht der GGGI bei 0,686 und entspricht einem Gap von 31,4 % – bei der bisherigen Entwicklungsgeschwindigkeit werde es noch 99,5 Jahre bis zur Gleichstellung dauern (1,000 = 0 % Gap). Auch das Entwicklungsprogramm der Vereinten Nationen (UNDP) ermittelt jährlich in den UN-Mitgliedsstaaten zwei Indexe zur Gleichstellung (zuletzt veröffentlicht im Dezember 2019): Der Gender Development Index (GDI) bemisst die Unterschiede in der „menschlichen Entwicklung“ von Frauen und von Männern in den drei Bereichen Lebenserwartung, Schulbesuchsdauer und Pro-Kopf-Einkommen; der GDI steht zum Jahr 2018 weltweit bei 0,941 und entspricht einem Gap von 5,86 %. Der Gender Inequality Index (GII) bemisst „geschlechtsspezifische Ungleichheit“ anhand von Müttersterblichkeit, Mutterschaft Minderjähriger, Frauen-Parlamentssitzen und Frauenerwerbsquote und steht bei 0,439 (43,9 % Gap). Beide Indexe sind Teil der 17 UN-Ziele für nachhaltige Entwicklung (SDGs) für das Jahr 2030 – SDG Nummer 5 ist gender equality: „Gleichstellung der Geschlechter“.

## Wirtschaft

### Bereiche
In der Wirtschaft werden als Gender-Gap insbesondere Unterschiede zwischen Männern und Frauen in einigen Bereichen bezeichnet.

#### Erwerbsquote
Unterschiede in der Männer- und Frauenerwerbsbeteiligung, der Erwerbsquote, lassen sich in Bezug auf Männer- und Frauenerwerbsquote feststellen. Im Jahr 2014 waren in Deutschland von den 15- bis 65-jährigen Frauen 69,3 % erwerbstätig, von den Männern 77,8 %. Die Quoten der Berufstätigkeit haben sich in den vergangenen Jahren angenähert.

#### Arbeitszeiten
Hier werden bezahlte und unbezahlte Arbeit einbezogen. Auf der Basis von Daten aus der Langzeitstudie SOEP kam das Deutsche Institut für Wirtschaftsforschung 2016 zu dem Ergebnis:

„Auch wenn man Erwerbs- und Hausarbeit sowie Kinderbetreuung zusammen betrachtet, sind Frauen im Durchschnitt stärker belastet als Männer: Zwar sind sie werktags gut zweieinhalb Stunden weniger erwerbstätig, kümmern sich dafür aber gut viereinhalb Stunden mehr um den Haushalt und die Kinder.“

2014 leisteten in Doppelverdiensthaushalten 98 % der erwerbstätigen Frauen werktags Hausarbeit, aber nur 65 % der erwerbstätigen Männer beteiligten sich daran. Zwar war diese Prozentzahl in zehn Jahren um sechs Punkte gestiegen. Doch der Arbeitseinsatz in Höhe von gut einer Stunde an einem Werktag veränderte sich über die Zeit nicht und lag weiterhin deutlich unter dem der Frauen (rund zwei Stunden pro Tag). Gab es im Haushalt Kinder bis einschließlich sechs Jahre, so beteiligten sich 2014 fast alle erwerbstätigen Frauen und Männer an der Kinderbetreuung. Der zeitliche Umfang unterschied sich jedoch erheblich: Während erwerbstätige Frauen ihre Kinder an einem Werktag fast sechseinhalb Stunden betreuten, taten Männer dies nur zweieinhalb Stunden – kaum mehr als im Jahr 2004. „Die Entlastung der Frauen bei der Kinderbetreuung um nahezu eineinhalb Stunden geht also weniger auf die Männer zurück, sondern dürfte eher am Ausbau der Kindertagesstätten seit dem Jahr 2010 liegen“, so Elke Holst, DIW-Forschungsdirektorin für Gender Studies.

#### Berufswahl und Art der Erwerbstätigkeit
Unterschiede in der Berufswahl manifestieren sich besonders deutlich in Form von Männerdomänen und Frauendomänen in der Erwerbsarbeit (vergleiche dazu Frauenanteile in der Privatwirtschaft).

#### Führungspositionen
Zu den Führungspositionen nach der internationalen Standardklassifikation der Berufe (ISCO) zählen Vorstände und Geschäftsführer sowie Führungskräfte in Handel, Produktion und Dienstleistungen. Frauen sind hier nach wie vor unterrepräsentiert: 2014 waren 29 % der Führungspositionen in Deutschland von Frauen besetzt, im Vergleich zu den beiden Vorjahren ergaben sich kaum Veränderungen. Damit lag die Bundesrepublik im unteren Drittel aller Mitgliedsstaaten der Europäischen Union: Im EU-Durchschnitt war in Führungsetagen rund jede dritte Person eine Frau (33 %). Lettland führte die EU-Staaten mit einem Frauenanteil in Leitungspositionen von 44 % an, in Ungarn (40 %), Polen und Litauen (jeweils 39 %) gab es ebenfalls relativ hohe Frauenanteile. Am Ende der Tabelle stand Zypern mit nur 17 %. Den niedrigsten Frauenanteil in Führungspositionen hatte die Baubranche mit 13 %, den höchsten der Bereich Erziehung und Unterricht (62 %), was in etwa den jeweiligen Frauenanteilen der betreffenden Branchen entspricht (13 % beziehungsweise 70 %). Im Januar 2024 wurde bekannt, dass das Vorbereitungskomitee für die UNO-Klimakonferenz (COP29) in Aserbaidschan sich aus 28 Männern und keiner Frau zusammensetzte.
Das Phänomen, dass Frauenanteile über den Karriereverlauf hinweg abnehmen, wird als „Leaky Pipeline“ bezeichnet.

#### Lohndifferenz
Die Unterschiede bezogen auf das Entgelt pro Zeitspanne bei vergleichbarer Tätigkeit (Gender-Pay-Gap) sind immer noch erheblich. Wird der Durchschnittsverdienst aller Arbeitnehmer beziehungsweise Arbeitnehmerinnen in der Bundesrepublik in allgemeiner Form miteinander verglichen, so verdienten Frauen in den Jahren 2009 bis 2014 mit einem durchschnittlichen Bruttostundenverdienst von 15,83 Euro um 22 % weniger als Männer (unbereinigter Gender-Pay-Gap). 2015 fiel dieser unbereinigte Verdienstunterschied zwischen Frauen und Männern um nur einen Prozentpunkt geringer aus als in den Vorjahren: 21 %. Immer noch sind deutliche Unterschiede zwischen dem früheren Bundesgebiet und den neuen Ländern feststellbar: 2015 belief sich der unbereinigte Gender-Pay-Gap in den neuen Ländern auf 8 %, während er im früheren Bundesgebiet bei 23 % lag.
Werden nur vergleichbare Tätigkeiten und entsprechende Qualifikationen verglichen, so verdienten Arbeitnehmerinnen 2010 im Durchschnitt immer noch pro Stunde 7 % weniger als Männer (bereinigter Gender-Pay-Gap).

### Wirtschaftliche Bedeutung von Gleichberechtigung

#### Kosten des Gender-Gap (Heleen Mees, 2007)
Die Publizistin Heleen Mees unterstrich in einem Project-Syndicate-Beitrag von 2007 unter dem Titel Die Kosten des Gender-Gap, dass die Lohnlücke das Wirtschaftswachstum hemme, und sie betonte die geringe weibliche Besetzung von Spitzenpositionen in Westeuropa verglichen mit einigen asiatischen Staaten: Auf den Philippinen finden sich in 89 % der Unternehmen Frauen in hochrangigen Managementpositionen. China, Hongkong, Indonesien, Taiwan, und Singapur liegen im Hinblick auf Frauen in Spitzenpositionen knapp dahinter. Sogar in Indien, wo mehr als die Hälfte der Frauen und Mädchen Analphabeten sind, gibt es mehr Frauen in Top-Managementpositionen als in Ländern wie Deutschland und den Niederlanden.

#### McKinsey-Studie „The Power of Parity“ (2015)
Das Beratungsunternehmen McKinsey kam in seiner Studie The Power of Parity („Die Macht der Gleichheit/Gleichwertigkeit“) von 2015 zu dem Schluss, es gebe „handfeste wirtschaftliche Gründe“ dafür, Männer und Frauen in der Arbeitswelt gleichzustellen. Die Weltwirtschaft werde leiden, wenn das wirtschaftliche Potenzial von Frauen nicht gehoben werde. Die Analyse weise außerdem nach, dass zwischen der Situation in Gesellschaft und Arbeitswelt ein Zusammenhang bestehe.
Ansatz und Verfahren der Studie:
Die 95 untersuchten Staaten wurden von den Experten in Regionen eingeteilt. Gemessen wurde die Ungleichheit zwischen den Geschlechtern an 15 Indikatoren, etwa dem Zugang zu Bildung oder den Möglichkeiten zu politischer Mitsprache. Berechnet wurde dann, um wie viel sich das Bruttoinlandsprodukt bis 2025 steigern ließe, wenn alle Staaten einer Region die Gleichberechtigung so schnell vorantreiben würden wie der Spitzenreiter dieser Region. In diesem Fall wachse die Wirtschaftsleistung bis 2025 weltweit um 11,8 Billionen Dollar. Käme Frauen sogar weltweit die gleiche Rolle im Wirtschaftsleben zu wie Männern, so steige diese Zunahme um mehr als das Doppelte, nämlich auf 28 Billionen Dollar. Dies entspricht der Summe der Wirtschaftsleistung der USA und China (Stand 2015).
Hindernisse für die wirtschaftliche Gleichberechtigung:
Als größte Probleme weltweit machte McKinsey die hohe Müttersterblichkeit, die ungleichen Rahmenbedingungen in der Arbeitswelt, die geringen politischen Mitspracherechte sowie die rechtliche Benachteiligung und Gewalt gegen Frauen aus. In allen untersuchten Staaten stehe der geringe Anteil an Frauen bei der bezahlten Erwerbsarbeit in starkem Gegensatz zu ihrem relativ hohen Anteil bei unbezahlter Arbeit. Hierbei falle besonders die unbezahlte Pflege von Familienangehörigen ins Gewicht, die in allen untersuchten Staaten zu 75 % von Frauen geleistet werde.
Ergebnisse zu einzelnen Staaten:
In Nordafrika, dem Mittleren Osten und Südasien stellte McKinsey ein sehr hohes Maß an Ungleichheit fest. Die acht untersuchten westeuropäischen Staaten schneiden zwar bei den gesellschaftlichen Faktoren sehr gut ab, weisen aber in der Arbeitswelt eine „hohe bis sehr hohe“ Ungleichheit zwischen den Geschlechtern auf. Berücksichtigt man alle Bereiche, so liegt die Bundesrepublik hinter Norwegen, Schweden, den Niederlanden und Frankreich auf dem fünften Platz, im Bereich Besetzung von Führungspositionen aber nur auf dem siebten und damit vorletzten Platz der untersuchten westeuropäischen Staaten. Würde die Bundesrepublik hier – unter anderem durch eine Erhöhung der Frauenerwerbsquote und der Zahl der von Frauen geleisteten Arbeitsstunden – den Stand von Norwegen erreichen, so könnte das Bruttoinlandsprodukt bis 2025 um 390 Milliarden Euro zunehmen. Weitere Schwachstellen in der Bundesrepublik fand die Analyse bei den Gehaltsunterschieden trotz gleicher Arbeit (Gender-Pay-Gap) und der unbezahlten Pflegearbeit.

#### Studie „Is Gender Diversity Profitable?“ (2016)
Das Washingtoner Peterson Institute for International Economics untersuchte 2014 für seine Studie Is Gender Diversity Profitable? Evidence from a Global Survey („Ist die Gleichstellung der Geschlechter wirtschaftlich vorteilhaft? Aussagen aus einer weltweiten Untersuchung“) fast 22.000 börsennotierte Unternehmen in 91 Ländern, um Aussagen über den Zusammenhang zwischen der Gleichstellung der Geschlechter in einer Firma und ihrem wirtschaftlichen Erfolg zu gewinnen.
Ergebnisse
In allen Ländern zeigte sich derselbe Trend: Je mehr Frauen ein Unternehmen für die mittlere und obere Führungsebene gewinnen konnte, umso mehr Ertrag konnte es erzielen. Nicht von Bedeutung war dagegen, ob ganz an der Spitze des Unternehmens eine Frau oder ein Mann stand. Entscheidend war vielmehr, dass die erfolgreichen Firmen eine große Gruppe von weiblichen Angestellten hatten, die für höhere Ebenen geeignet waren. An solchen bestehe jedoch oft ein Mangel, weil Frauen bei der Gründung einer Familie häufig ihre Karriere zurückstellen. Besonders hoch sei die Zahl der Frauen auf der Führungsebene in Ländern, die Vätern hohe Anreize für die Beteiligung an der Erziehungsarbeit böten, etwa die skandinavischen Länder, Kenia oder Bulgarien.
Konsequenzen
Die Forscher legten eine Orientierung an diesen erfolgreichen Vorbildern nahe. Sie vermuteten, dass Chefs unterbewusst der Meinung sind, Investitionen in Frauen als zukünftige Führungskräfte würden sich nicht lohnen, weil diese mit der Familiengründung oft ausscheiden oder lange pausieren. Wäre die Beteiligung an der Erziehung jedoch ausgeglichen, so müsste diese Befürchtung für beide Geschlechter gelten und die Firmen würden unabhängig vom Geschlecht begabte Menschen fördern.
Situation in Deutschland
Eine Analyse der Zeitung Die Welt konnte 2020 die Studienergebnisse bei einer Analyse von DAX- und mDAX-Unternehmen nicht bestätigen. Es wurde festgestellt, dass es „zwischen dem Erfolg bei Marktkapitalisierung und Börsenumsatz – den Kriterien für die Aufnahme in Dax und M-Dax – und einem hohen Frauenanteil im Vorstand keinen positiven Zusammenhang gibt.“ Investoren bevorzugten offensichtlich Konzerne mit besonders wenig Frauen in den Vorständen. Tatsächlich hatten während der COVID-19-Pandemie in Deutschland 22 Unternehmen mit den meisten Frauen im Vorstand im Schnitt rund 17 % an Wert verloren und schnitten somit um 27 % schlechter ab als die 22 bestplatzierten Unternehmen ganz ohne Frauen im Vorstand. Experten würden für diese Entwicklung zwar Branchenzusammenhänge verantwortlich machen, aber zwischen Frauenquoten und Börsenperformance keinen Zusammenhang sehen. Dass diversere Aufsichtsräte oder Vorstände zwingend besser für die Performance wären, würde die Börsenentwicklung nicht bestätigen.

## Bildung
Bildungsunterschiede zwischen Männern und Frauen beziehungsweise zwischen Jungen und Mädchen (englisch gender education gap) sind in zahlreichen Staaten im Bereich der Lesefähigkeit zu beobachten (siehe Alphabetisierung und Entwicklung).
Der geschlechtsspezifische Bildungsunterschied hat sich vor allem in Industrieländern, aber auch in mehreren anderen Staaten, mittlerweile zugunsten der Frauen umgekehrt.

## Mediale Berichterstattung
Rob Whitley, Associate Professor an der McGill University, sieht in den Medien eine Tendenz dazu, stigmatisierende oder abwertende Sprache zu verwenden, wenn sie Männer mit psychischen Erkrankungen beschrieben, während sie eine Tendenz dazu hätten, Frauen mit empathischeren und mitfühlenderen Bezeichnungen zu beschreiben, was als ein Beispiel für den Gender-Empathy-Gap gesehen werden kann, wonach Männern weniger Empathie entgegengebracht werde als Frauen.

## Kunst
Frauen als Kunstschaffende sind in Museen, wichtigen Galerien und Kunstzeitschriften deutlich unterrepräsentiert und werden dadurch auch in geringerem Maße wahrgenommen und rezipiert. Ein Beispiel: Die Städtische Galerie im Lenbachhaus in München besitzt 28.000 Kunstwerke (Stand: 2016). Von denen, die bis 1900 entstanden, stammt lediglich 1 % von Frauen. Berücksichtigt man alle Werke bis zum Ende des Zweiten Weltkriegs, kommt man auf einen Anteil von 6 %, von 1946 bis 2015 erhöhte er sich nur auf 11 %. Auch an den Kunsthochschulen gibt es zu wenig weibliches Lehrpersonal.